# Bärbäck

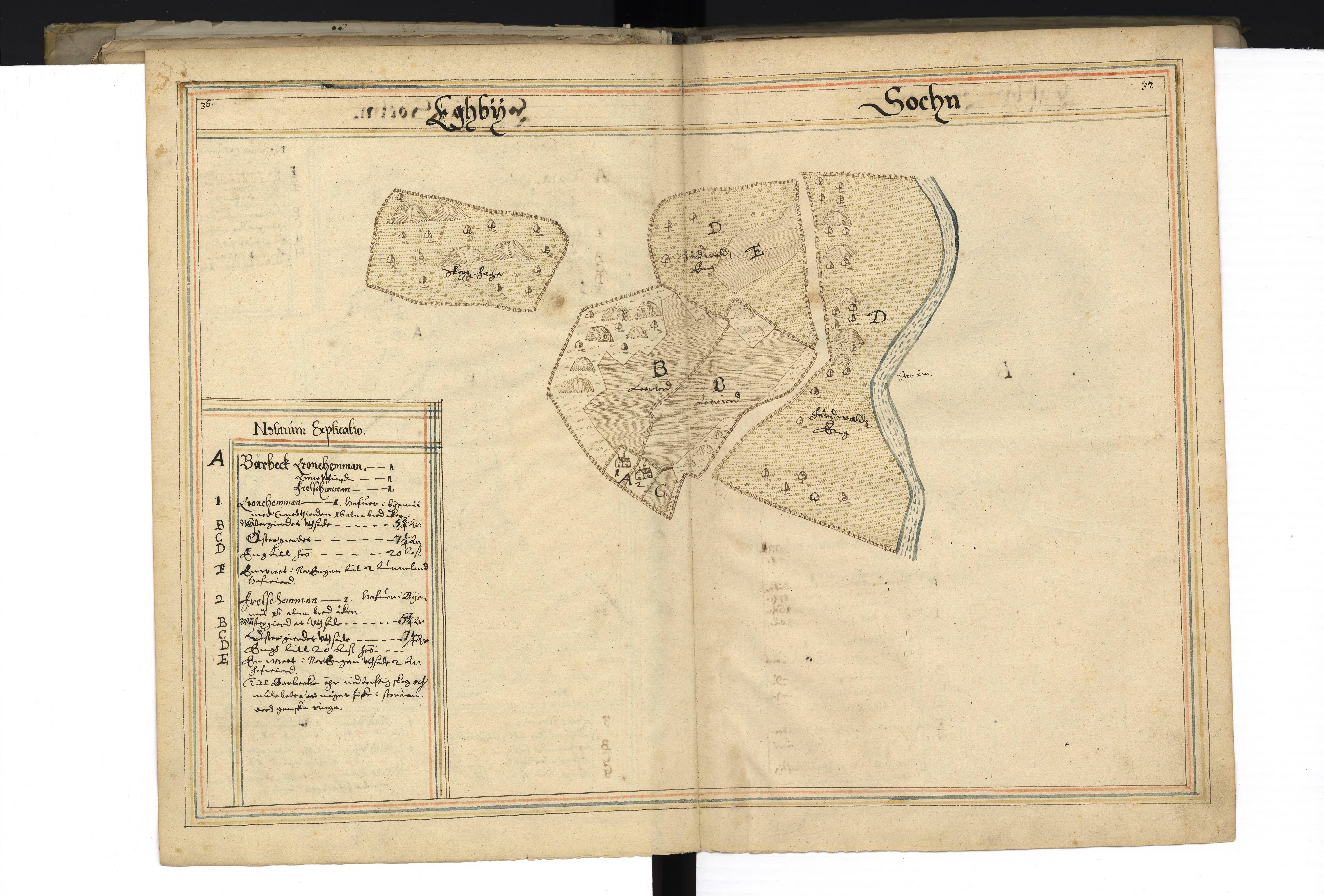
Karta över Bärbäck, år 1638.

Bärbäck är en gård från åtminstone 1600-talet i Ekeby socken, Boxholms kommun.

## Historik
Bärbäck är en gård i Ekeby socken, Boxholms kommun som bestod av 1 3⁄4 hemman.  En gård tillhörde här som frälse översten Carl Gustaf Sperling (1660–1708). Har under en längre tid tillhört allmogen med två ägare.

### Backstugor och torp
På gården har det även funnits flera torp och backstugor vid namn Änghem, Stenebo, Hagen, Bärlangstugan och Grenadjärtorp 131. Torpmärkningar utfördes på Bärlangstugan och Grenadjärtorp 131 år 1991, samt Änghem 2013.

## Skattegården

### Ägarlängd
| Ägare           | Namn                                | Levnadstid |
| --------------- | ----------------------------------- | ---------- |
| 1722-1726       | Jacob Carlsson                      |            |
| 1734-1783       | Lars Jacobsson                      |            |
| cirka 1785-1789 | Ingrid                              |            |
| 1790-           | Jacob Larsson och Gabriel Larsson   |            |
| -1855           | Nils Gabrielsson (9/16 hemman)      |            |
|                 | Lars Gabrielsson                    | 1885–      |
| 1855-           | Johan Fredrik Nilsson (9/16 hemman) |            |
|                 | Adolph Gustafsson                   |            |

## Frälsegården
Frälsegården bestod av ett helt hemman